# DMZ스토리
DMZ스토리는 G1 TV에서 방송하고 있는 프로그램이다.

## 기획 의도
인간의 발길이 닿지 않는 땅 DMZ의 자연생태 보고가 아닌 광범위한 DMZ가 가지고 있는 다양한 스토리를 발굴, 확대, 재생산하여 자연, 문화, 역사 등 인문학적인 가치의 시각으로 접근하되 이에 전혀 새로운 DMZ에 관한 다채로운 이야기를 통해 분단의 아틈이 진행되고 있는 이 역사적인 현장이 단순한 통일, 안보의 장이 아니라 세계적으로 유일한 과거, 현재, 미래의 땅으로써의 가치를 소개한다.